# Rhamphomyia kamtschatica
Rhamphomyia kamtschatica är en tvåvingeart som beskrevs av Frey 1922. Rhamphomyia kamtschatica ingår i släktet Rhamphomyia och familjen dansflugor. Inga underarter finns listade i Catalogue of Life.